# London Records
London Records is een platenlabel uit het Verenigd Koninkrijk, opgericht in 1947. Van 1947 tot 1979 was London Records in de Verenigde Staten, Canada en Latijns-Amerika actief. Daarna werd het een semi-onafhankelijk label.

## Het Amerikaanse label
London Records is ontstaan na de eigendomsverdeling van het Britse Decca Records en de gelijknamige Amerikaanse tak. Het Amerikaanse London-label gaf Britse Deccaopnames uit in de Verenigde Staten, omdat de naam Decca daar niet meer kon worden gebruikt.
Veel Amerikaanse releases van 1950 tot het midden van de jaren 70 hadden "Made in England" aan de onderkant van het label; deze werden geperst in de tweede fabriek van Decca in Hampshire, vlak bij Southampton Docks in het zuiden van Engeland (de primaire fabriek was in New Malden in Surrey, ongeveer 14 kilometer ten zuiden van het centrum van Londen) (zie ook: Decca Studios). Deze USA nummers hebben een omgekeerde matrix (master) release # boven de USA release # die overeenkomt met de Britse Decca-persingen. Britse persingen werden ook naar Canada verscheept, waar in 1948 London Records of Canada, Ltd. was opgericht.
In de beginjaren werd veel muziek uitgebracht van Vera Lynn, Mantovani en veel klassieke muziek, maar het label is het bekendst geworden door de Amerikaanse uitgaven van The Rolling Stones, in de tijd toen zij nog onder contract bij Decca stonden.
De Amerikaanse uitgaven van de Decca-albums van de Stones liepen niet parallel met de origine Britse uitgaven, zo waren Twelve by Five en Rolling Stones Now! albums, die alleen in Amerika op de markt kwamen, het album Flowers kwam niet uit in het VK (wel in Nederland), terwijl op Aftermath enige nummers verdwenen, maar wel Paint It Black op de tracklijst kreeg.
In juli 1970 liep het contract van de Stones met Decca af, waarna zij hun eigen label begonnen, dat in Amerika door Atlantic Records gedistrubueerd werd en zo bij London Records verdwenen.

## Het Engelse label
In 1949 werd in Engeland London American Records opgericht voor releases van het Amerikaanse Decca in Engeland, numeriek beginnend met catalogusnummer L 500, "Jealous Heart" van Al Morgan. Deze vroege releases hadden catalogusnummers die numeriek hetzelfde waren als de overeenkomstige Amerikaanse releases, maar met het L-voorvoegsel toegevoegd. Het Engelse London Records concentreerde zich op Amerikaanse populaire muziek.

## De overnames
In Amerika verdween in 1973 verdween het Amerikaanse Decca, het werd onderdeel van MCA Records, dat opging in de Universal Music Group en London Records werd afgebouwd. Decca kon daarnawereldwijd onder dezelfde naam opereren. Het Amerikaanse London-label werd later samengevoegd met Sire-records.
In Engeland werd het Britse Decca in 1980 gekocht door PolyGram en werd daarna ook onderdeel van de Universal Music Group (UMG), maar het bleef als platenlabel bestaan.
Op 1 juli 2011 claimde UMG de naam London Records en lanceerde het opnieuw onder een managementteam van Nick Raphael en Jo Charrington, die samen eerder Epic Records runden voor Sony Music Entertainment sinds 2001, maar  beiden hun carrière waren begonnen bij London Records in de jaren negentig. Het team zou later omgedoopt worden tot Capitol Records Ltd. na de overname van EMI door UMG.

## Overig
Andere bekende namen die bij het Britse Decca hebben opgenomen, en in Amerika onder London Records zijn uitgebracht zijn o.a. The Sugababes, Moody Blues, Them en Marianne Faithfull.
ZZ Top was een Texaanse band, die rechtstreeks door het Amerikaanse London Records gecontracteerd werd.